# Ernst von Beling
Ernst Ludwig von Beling (Glogau, 19 de junho de 1866 in; Munique, 18 de maio de 1932), foi um jurista alemão, especializado no direito penal.

## Biografia
Beling nasceu na Silésia, filho de um juiz e sua mãe vinha de uma família de advogados de Görlitz, filha do advogado distrital Paul. Em 1885 iniciou seus estudos jurídicos na Universidade de Leipzig, onde o interesse pelo direito penal foi despertado, sob influência de Karl Binding. Escreveu que: "Eu me tornei um criminalista assim que Binding me ensinou tal matéria."
Em 1886 ingressou na Universidade de Breslau,  onde se formou após três semestres, prestando o exame para escrivão, recebendo o doutorado em 1890. Em 14 de janeiro de 1893 prestou em Berlim seu "Grande Exame" (Große Staatsprüfung).
Beling, que havia enviado suas referências enquanto completava sua formação, tornou-se professor assistente de "direito penal, processo penal, processo civil e direito internacional" na Universidade de Breslau. Lá recebeu em uma cátedra associada, como sucessor de Alfred Schultze, de "direito penal, processo penal, processo civil e direito internacional" e também de "introdução ao direito". Em 2 de julho de 1898, após a morte de Hans Bennecke - e por indicação deste - feito Professor.
Em 1900 lecionou em Gießen, mas permaneceu ali somente cinco semestres pois, no outono de 1902 foi convidado pela Universidade de Tubinga. Ali realizou, em 15 de janeiro de 1903 uma aula inaugural, com palestra que se tornou famosa, intitulada "Die Beweisverbote als Grenze der Wahrheitsforschung im Strafprozess.“ (A proibição das provas como limite da verdade na instrução criminal, em livre tradução). Ali publica sua principal obra - Die Lehre vom Verbrechen - onde desenvolve o conceito do tipo como fundamental para a dogmática da ciência penal. No biênio 1912-1913 foi Reitor daquela Universidade, mudando-se no verão de 1913 para Munique, onde lecionou até sua morte, em 1932.